# مچه
مچه (به انگلیسی: Machh) یک منطقهٔ مسکونی در پاکستان است که در ناحیه کچهی واقع شده‌است.